# Тарановский, Ефим
Ефим Тарановский (1888 — 1921) — военнослужащий, анархо-коммунист, участник махновского движения.

## Биография
Родился в крестьянской семье в селе Васильевка Большеянисольской волости, Мариупольского уезда Екатеринославской губернии. Проживал в Гуляйполе.
С 1917 года коммунист, активный участник повстанческого движения.
Член СРПУ(м) в ноябре — декабре 1919 года.
В 1920 — начале 1921 гг. — член штаба РПАУ, начштаба 1-й Оперативной группы (РПАУ), задействованной против Русской армии генерала П. Н. Врангеля в ходе Перекопско-Чонгарская операции.
С 2 июня 1921 года — начальник штаба РПАУ, имел право быть заместителем Н. Махно.
Убит 22 августа 1921 года при переправе через реку Ингул.